# Cal Cabot (Riner)
Cal Cabot és una masia del nucli de Santa Susanna del municipi de Riner que forma part de l'Inventari del Patrimoni Arquitectònic Català.
Santa Susanna es troba al km. 71 de la carretera C-55 d'Abrera a Solsona

## Descripció

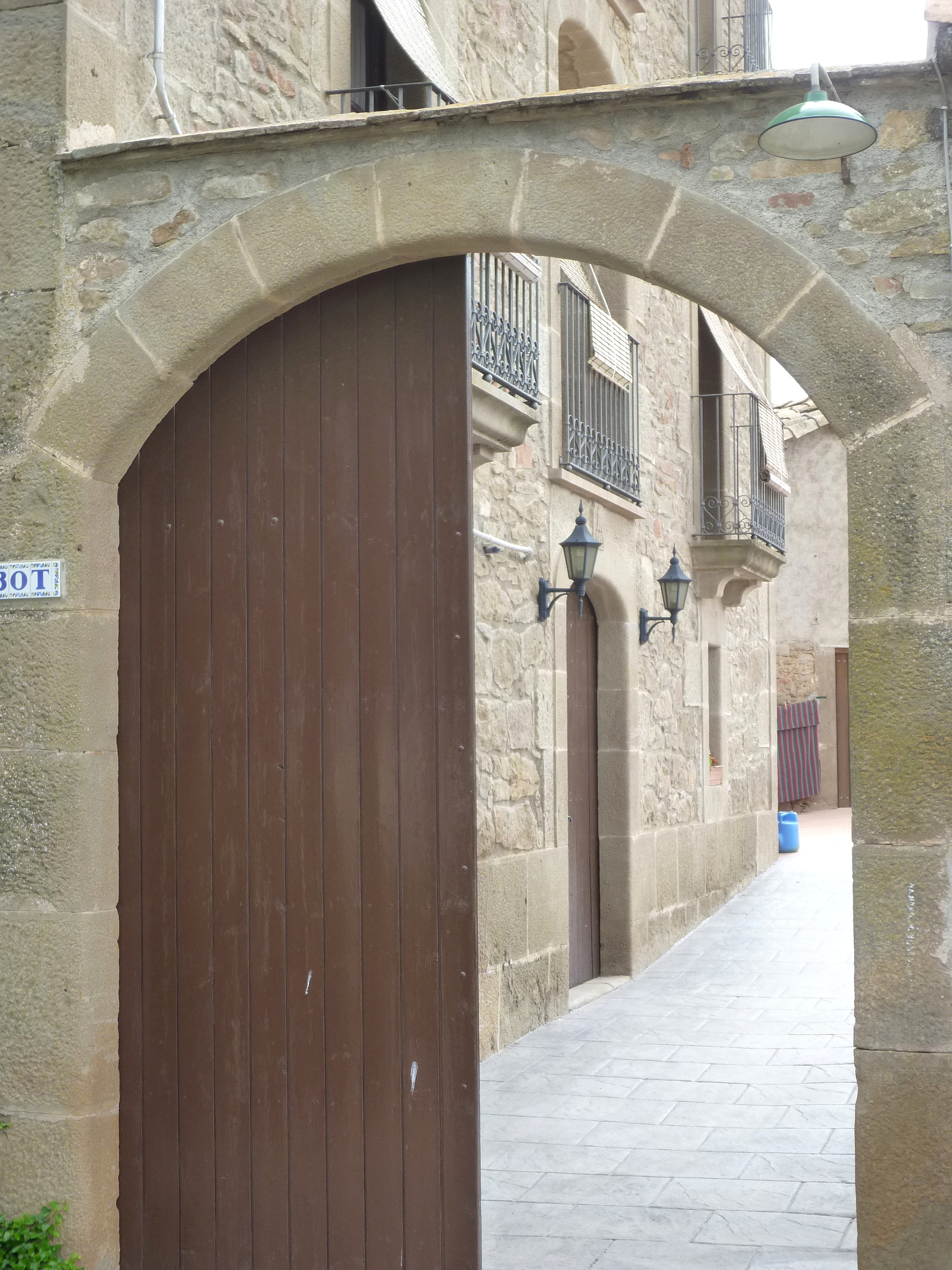
Baluard d'entrada

Masia de planta rectangular amb teulada a doble vessant. Ha sofert grans reformes al segle xviii. La façana principal, orientada a migdia, té la porta principal i grans balconades. La porta primitiva estava en la cara est, és d'arc de mig punt adovellada. La casa estava murallada. Resten dues portes d'entrada, una a la cara sud i l'altre a la porta nord-est. Hi ha diverses edificacions adossades posteriorment. El parament és de carreus irregulars, excepte a les cantonades que són de pedra picada i tallats. En algunes de les construccions posteriors, els carreus són de forma irregular, però col·locats en filades. La masia està orientada nord-sud.

### Notícies històriques
La masia ja apareix al fogatge realitzat el 1497 (torna a aparèixer en el 1553).
A l'altra banda de la carretera C-55 hi ha una edificació al mig del bosc, sense teulada, anomenat "El Casalot" on sembla que els habitants de Cal Cabot hi volien anar a viure; El motiu podria ser, està més lluny dels camins més transitats per no patir saquejos, en temps de guerres. Però no hi ha constància que hi hagin viscut mai.
Al segle xii, un cabaler de Can Cabot, va fer Can Fuster Cabot, a la riba dreta del riu Negre, en propietats de Can Cabot.